# 灣仔學校

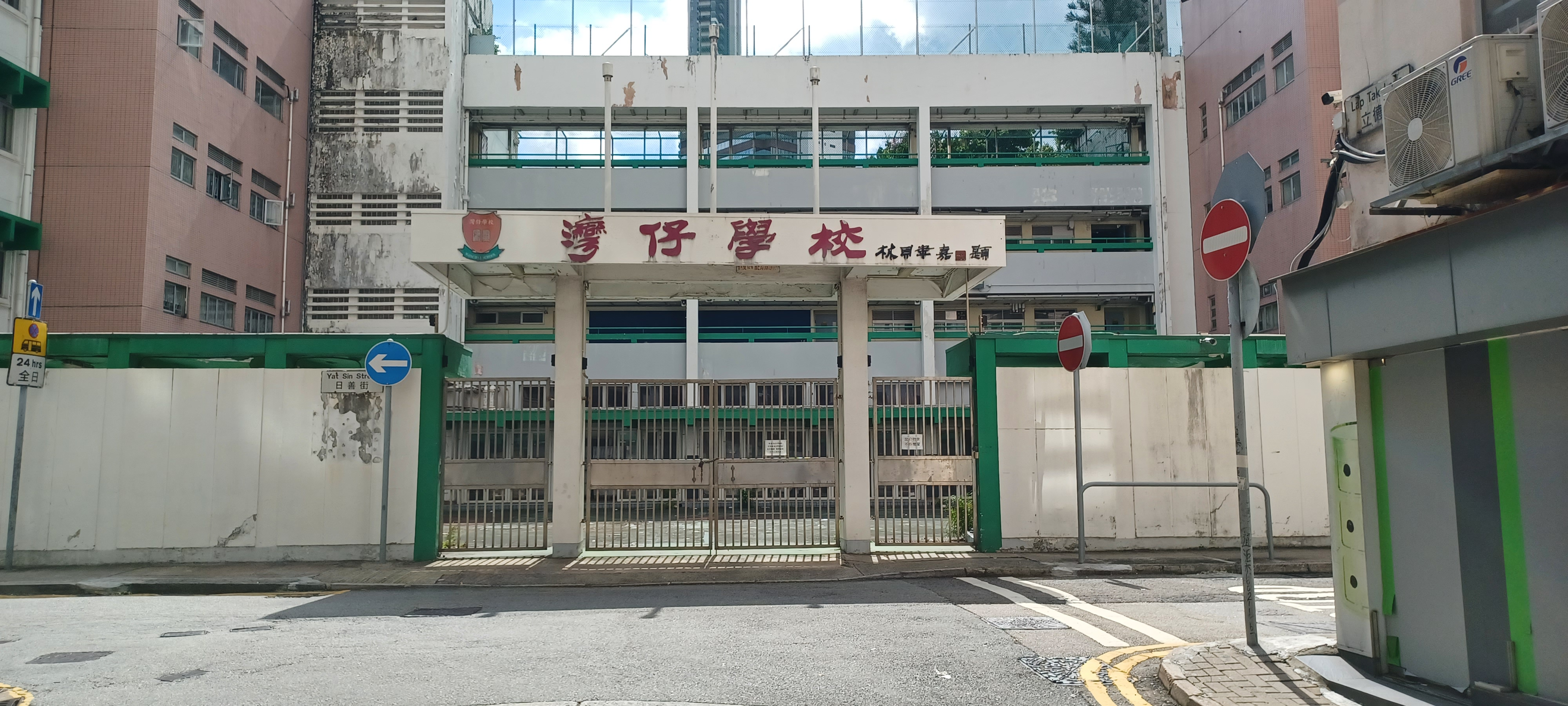
灣仔學校位於日善街的入口

灣仔學校（英語：Wan Chai School），原名為灣仔街坊福利會學校，是香港一所已停辦的津貼小學，位於香港灣仔愛羣道30號，於1969年開辦，2006年因收生不足停辦。

## 歷史
此校於1969年創立，原名為「灣仔街坊福利會學校」，當中小一為上午校，而小二至小六為全日制授課，後於1993年改名為「灣仔學校」，並於隨後將全日制擴展至全校。
2003年因適齡學童減少及政府削減開支出現殺校潮，灣仔學校被教育統籌局勒令停辦小一，同年香港樹人學校小學部因加租及新校舍未及興建而暫停辦學，灣仔學校接收了其部分學生。然而，該校雖已停收小一新生，仍獲教育統籌局撥款進行擴建。2004年該校接受旅港南海商會捐款興建圖書館。
由於學生人數不斷下降，該校於05/06學年結束後終告停辦。
其部分校舍於2004年曾被滬江維多利亞學校借用開辦小學，於2005年9月增辦中學課程，直到2007年搬遷到深灣道新校舍。廢校後灣仔區街坊福利會多年來拒絕向政府交還校舍，曾借予德瑞國際學校（英文部）等三間學校臨時使用，使校舍斷續地處於空置狀態，缺乏長遠規劃。
至2020年10月，政府決定將此校原址拆卸重建，新校舍預計2026年落成，供匡智獅子會晨崗學校重置之用。

## 歷任行政人員

### 校監
- ？-1992年：李運源 先生[3]
- 1992年-2006年：林貝聿嘉 女士，JP

### 校長
- 王桂昌 先生[3]
- 張麗珍 女士[2]
- 何侯純華 女士[1]
- 鄭惠琪 女士

## 校歌
灣仔街坊 福利彰彰
會校創立 桃利芬芳
仁義忠信 教澤長
守真抱樸 慎厥行藏
敬業樂群 磨礱砥礪
養成品德 重圭璋
為魯殿靈光 法前王後王
媲美先賢嘉行 為我校名揚